# فلسفه حیات
فلسفه حیات (به انگلیسی: Lebenesphilosophie) مکتب فکری فلسفی در قرن نوزدهم است که به معنای زندگی، هدف و مقصود از زندگی می‌پردازد.

## نگاهی کلی
فلسفه حیات متأثر از آرتور شوپنهاور، سورین کی یرکگارد و فریدریش نیچه است به وجود آمد.

## شخصیت‌های برجسته
ویلهام دیلتای
گئوریگ زیمل
هانس دریش